# 徐卿伯
徐卿伯，字孟麟，贵州贵阳人，明朝政治人物，同進士出身。
万历四十一年（1613年）癸丑科进士，三甲二百二十一名，官监察御史，仕至四川参议。子徐必远、徐必遴皆入翰林。